# Parklaanflat
De Parklaanflat op de hoek van de Parklaan en de Parkstraat in het Scheepvaartkwartier in Rotterdam is gebouwd door architect en projectontwikkelaar Willem van Tijen in 1933, in samenwerking met Arthur Aronsohn, J.H. van den Broek en J. Uijterlinde. Het gebouw met zeven etages, ontworpen in de geest van het nieuwe bouwen, was een elitair proefproject voor de Bergpolderflat uit 1934 met negen verdiepingen, die te boek staat als de eerste galerijflat van Nederland.
Het gebouw bevat zes luxe appartementen, die ieder een volledige verdieping beslaan, 150 m² oorspronkelijk bedoeld voor tweepersoonshuishoudens met inwonende dienstbode. Gestapeld wonen had de toekomst volgens Van Tijen, en niet alleen in de sociale woningbouw. Op het dak tekende de architect het eerste Rotterdamse penthouse, waarin hijzelf met zijn jonge gezin ging wonen. Het dakterras biedt uitzicht over de Maas en de vele bedrijvige binnenhavens van de stad.

De draagconstructie werd vanaf het begin ontworpen als een staalskelet met houten vloeren die vrij ingedeeld konden worden. De zoektocht naar lichtgewichtmaterialen had als onbedoeld zijdelings effect de nationale primeur van de glazen vliesgevel. Niet alleen de grote ramen zijn van glas, maar ook sommige borstweringen die vervolgens met grijze verf zijn bestreken.

Het ontwerpproces besloeg de periode van december 1931 tot eind 1932, de bouw vond plaats in de eerste helft van 1933. In 1987 werd de Parklaanflat erkend als rijksmonument, in de periode 1992/1995 is het gebouw gerenoveerd waarna een herdenkingsplaquette is geplaatst.